# Josenópolis
Josenópolis este un oraș în Minas Gerais (MG), Brazilia.